# Кведа Гора
Кведа Гора (груз. ქვედა გორა) — село в Грузії.
За даними перепису населення 2014 року в селі проживає 957 осіб.